# Bahía de Lampaul
La bahía de Lampaul es la mayor de las bahías de la isla de Ouessant, localizada en el mar de Iroise, en la costa noroccidental de Francia. Administrativamente, la isla pertenece al departamento de Finisterre, región de Bretaña.
Se extiende desde Lampaul (pueblo de Ouessant) hasta el océano, cuyo comienzo es marcado por el faro de Créac'h y el faro de Névidic. En concreto está encajada entre la punta de Pern y la punta de Feuntenvelen.
Es la bahía más importante de la isla junto con la bahía de Stiff.
- Datos: Q5716522
- Multimedia: Baie de Lampaul / Q5716522